# Denice Duff
Denice Marie Duff (* 1. Juli 1965 in New York City, New York als Denice Marie Burker) ist eine US-amerikanische Schauspielerin und Synchronsprecherin.

## Leben
Burker wurde am 1. Juli 1965 in New York City geboren und wuchs in Los Angeles auf. Sie besuchte die New York University. Sie ist mit dem Musiker der Band Chalk FarM, Michael Duff, verheiratet. Die beiden sind Eltern eines Kindes, Paris Duff (* 1994), die bisher als Kinderdarstellerin in wenigen Filmproduktionen mitwirkte.
Sie wurde von Manager Jay Bernstein bei einem Hollywood Talent Search-Wettbewerb entdeckt und wechselte zur William Morris Agency. Anfang der 1990er Jahre gab Duff ihr Fernsehschauspieldebüt und wirkte in den Fernsehserien Dream On, Ausgerechnet Alaska und Die Staatsanwältin und der Cop. 1991 gab sie in Martial Law II: Undercover ebenfalls ihr Filmschauspieldebüt. Ab Mitte der 1990er Jahre wirkte sie in der Rolle der Michelle Morgan in einigen Filmen der Subspecies-Reihe mit. Von 2001 bis 2002 stellte sie in insgesamt 36 Episoden der Fernsehserie Schatten der Leidenschaft die Rolle der Amanda Browning dar. 2012 war sie im Musikvideo zum Lied De Los Angeles des Interpreten Dale La Duke zu sehen. 2023 war sie im Horrorfilm The Exorcists – Die Hölle öffnet ihre Pforten in der Rolle der Nonne Caroline zu sehen.
Sie wirkte immer wieder in nationalen Werbespots mit, darunter in der Werbung zur Fruit of the Loom-Kampagne.
Sie ist selbstständig mit ihrer eigenen Kosmetikmarke.

## Filmografie (Auswahl)

### Schauspiel
- 1991: Dream On (Fernsehserie, Episode 2x01)
- 1991: Ausgerechnet Alaska (Northern Exposure, Fernsehserie, Episode 2x01)
- 1991: Die Staatsanwältin und der Cop (Reasonable Doubts, Fernsehserie, Episode 1x04)
- 1991: Martial Law II: Undercover
- 1992: Matlock (Fernsehserie, 2 Episoden)
- 1992: Palm Beach-Duo (Silk Stalkings, Fernsehserie, Episode 1x11)
- 1992: Meet Me at the Dog Bar (Kurzfilm)
- 1992: Mörderisches Dreieck (Double Jeopardy, Fernsehfilm)
- 1992: Warforce 3000 (Warlords 3000)
- 1992: Frogtown II
- 1993: Helldance (Bloodstone: Subspecies II)
- 1993: Danger Theatre (Fernsehserie, Episode 1x07)
- 1994: Bloodfist V: Human Target
- 1994: Subspecies (Bloodlust: Subspecies III)
- 1995: Phoenix
- 1997: Lethal Invasion – Attacke der Alien-Viren (Invasion, Fernsehzweiteiler)
- 1998: Subspecies IV – Im Blutrausch (Subspecies: The Awakening)
- 2000: The Silencing (Kurzfilm)
- 2001: The Seventh Sense (Kurzfilm)
- 2001: The Monster Man
- 2001: Heart of Stone
- 2001–2002: Schatten der Leidenschaft (The Young and the Restless, Fernsehserie, 36 Episoden)
- 2002: Der Duft des Wahnsinns (The Rose Technique)
- 2002: CSI: Miami (Fernsehserie, Episode 1x08)
- 2003: Oh Marbella!
- 2003: Song of the Vampire
- 2004: L.A. Twister
- 2005: Gone But Not Forgotten (Fernsehfilm)
- 2005: Dr. Rage
- 2008: Struck (Kurzfilm)
- 2008: For Heaven’s Sake
- 2011: SmartActors (Kurzfilm)
- 2012: Night of the Living Dead 3D: Re-Animation
- 2014: Trophy Heads
- 2015–2020: Zeit der Sehnsucht (Days of Our Lives, Fernsehserie, 5 Episoden)
- 2016: Codex
- 2023: Love’s Playlist (Fernsehfilm)
- 2023: Subspecies V: Blood Rise
- 2023: The Exorcists – Die Hölle öffnet ihre Pforten (The Exorcists)

### Synchronisationen
- 2005: 2020: An American Nightmare